# Cimitero militare austro-ungarico di Bolzano

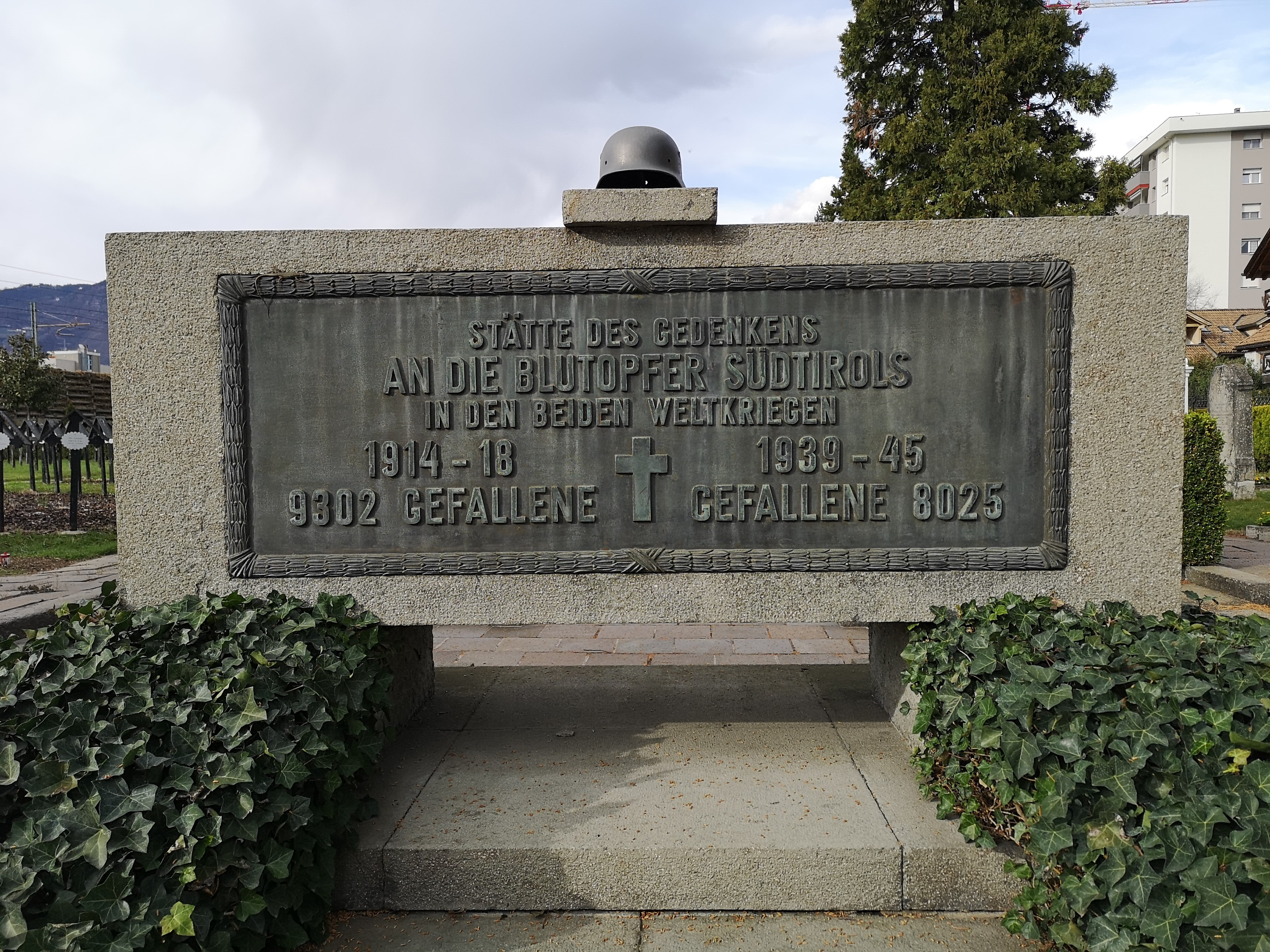
Memoriale per i caduti sudtirolesi nella Prima e Seconda guerra mondiale

Il cimitero militare austro-ungarico (in tedesco Österreichischer Soldatenfriedhof St. Jakob/Bozen) è un cimitero di guerra che si trova a Bolzano, lungo la strada statale, presso la località San Giacomo (St. Jakob), nelle adiacenze del cimitero militare italiano.

## Storia
Il cimitero, il più antico della provincia di Bolzano, è sorto nel 1874, sul cosiddetto Telseracker, per volontà del Militärveteranenverein Bozen (Associazione Veterani di guerra di Bolzano), nell'intento di dare sepoltura ai caduti austro-ungarici della guerra austro-piemontese del 1848 e della guerra austro-prussiana del 1866.
In seguito furono qui tumulati anche i caduti in guerra austro-ungarici della prima guerra mondiale e i veterani deceduti successivamente.
Nel centro dello spazio cimiteriale si trova la cappella di Maria Ausiliatrice (in tedesco Maria-Hilf-Kapelle), di stile neoromanico, che è stata eretta sempre dal Militärveteranenverein nel 1897 su progetto di Johann Bittner. Il cimitero stesso è stato profondamente rimaneggiato e ampliato da Gustav Nolte, architetto civico di Bolzano, nel 1917.
Oggi l'intera struttura è curata dal Verein zur Pflege des Soldatenfriedhofes St. Jakob/Bozen (Associazione per la tutela del cimitero militare di S. Giacomo), presieduto da Hans Duffek.

## Sepolture e commemorazioni
Nel riquadro di questo cimitero sono sepolti complessivamente 3938 caduti austro-ungarici delle guerre fra il 1848 e il 1945, di cui 1502 soldati della prima guerra mondiale; in un riquadro adiacente sono stati tumulati anche 142 caduti tedeschi della seconda guerra mondiale. Le sepolture sono contraddistinte da croci e da lapidi, sia individuali che collettive, e da altri monumenti.
Una lapide ricorda i militari sudtirolesi del Polizeiregiment "Bozen" caduti a Roma nell'attentato di via Rasella del 23 marzo 1944.